# Giorgios
Giorgios (eigentlich Giorgi) war ein König des christlichen, nubischen Königreiches von Alwa.
Giorgios ist bisher nur von einem steinernen Türrahmen aus Soba bekannt, auf dem er als Christus liebender König bezeichnet wird. Es ist bisher nicht möglich diesen Herrscher genauer zu datieren.
Es ist vermutet worden, dass dieser mit Giorgios I. von Makuria identisch ist. Dies kann weder bewiesen noch widerlegt werden.